# Aureliano García Tello
Aureliano García Tello (Alhendín, Granada, 5 de noviembre de 1927 - Granada, 20 de agosto de 2022) fue un sacerdote católico y poeta español.

## Formación
Realizó estudios eclesiásticos en el seminario de Granada y fue ordenado presbítero en 1951.

## Sacerdote
Ha ejercido el sacerdocio en diferentes parroquias, entre ellas, al principio de su misión pastoral, las San José de Tózar y Limones, Nuestra Señora de las Mercedes de Brácana, Nuestra Señora del Rosario de Polopos, Nuestra Señora de los Dolores de Cacín, Santa María Magdalena de Pinos Genil, y en los quince años inmediatamente anteriores a su jubilación, la de San Matías de Granada. Fue director espiritual del Colegio del Sacromonte y canónigo honorario de la Catedral de Granada.

## Poeta
Su prolífica producción poética, casi toda de carácter religioso y mucha inspirada en pasajes bíblicos, ha sido calificada como mística y barroca.
Es fundador del grupo poético San Matías, que se reunía habitualmente una vez al mes, del que surgieron varias publicaciones antológicas de poetas noveles o autodidactas —Mirador del alba (1982), Pinceladas poéticas (1991) y Torre de versos (1993)— y que contó entre sus asiduos con el también poeta granadino Manuel Benítez Carrasco.
Cuenta en su haber, entre otros, con el premio de «Libros» del Sindicato Nacional de Escritores (1984) y con el Premio Amado Nervo (1987).

## Obra
Comenzó a publicar en 1979 y desde entonces vieron la luz más de veinticinco poemarios y dos homiliarios correspondientes a los ciclos litúrgicos de Adviento, cuaresma y pascua y al tiempo ordinario respectivamente.
Algunos títulos:
- Hacia el encuentro con la luz (1979);
- Granada, flor y agua (1980);
- El color de la luna (en el centenario del nacimiento de Juan Ramón Jiménez) (1981);
- Creciente amanecida (en el IV centenario de la muerte de Santa Teresa de Jesús) (1982);
- Lodo encendido (1983);
- Reverberos (1985);
- Relato sacromontano (1998);
- Gozos heridos (1998);
- Misterios de la harina (1998);
- Trojado en el eterno (2000);
- Paisajes arcanos: florilegio poético (2001);
- Acordes en mis ramas (2003);
- Aromas de trascendencia (2004);
- El lenguaje del viento (2006);
- Nieve y llama (2007);
- Por el cielo de Granada: antología (2008);
- Fuego que acrisola (2008);
- Destellos de la palabra (2009);
- Conviérteme a tu brillo (2010).

## Final
Falleció en Granada la tardel del 20 de agosto de 2022. y sus restos fueron inhumados al día siguiente en el cementerio de Alhendín, su localidad natal.